# Kobierzyccy herbu Pomian

Pomian Herb Kobierzyckich

Kobierzyccy herbu Pomian – rodzina szlachecka wywodząca się z Kobierzycka Małego w ziemi sieradzkiej.
Dziećmi Bartłomieja Kobierzyckiego i Jadwigi z Żerońskich byli: Zofia, która wyszła za mąż za Stefana Czarnieckiego, Marcin, który poległ w czasie walk ze Szwedami oraz Stanisław, wojewoda pomorski.